# 에델바이스 에어의 운항 노선
에델바이스 에어는 다음과 같은 노선을 운항하고 있다.(2015년 9월 기준)

에델바이스 에어의 운항 노선

## 운항 노선

### 아시아

#### 동남아시아
- 베트남
  - 호치민 시 - 떤선녓 국제공항 계절편
- 태국
  - 푸켓 - 푸켓 국제공항 계절편

#### 남아시아
- 몰디브
  - 말레 - 말레 국제공항 계절편
- 스리랑카
  - 콜롬보 - 반다라나이케 국제공항 계절편

#### 서남아시아
- 이스라엘
  - 엘리아트 - 오브다 공항 계절편

### 아프리카

#### 남아프리카
- 남아프리카 공화국
  - 케이프타운 - 케이프타운 국제공항 계절편

#### 동아프리카
- 모리셔스
  - 포트루이스 - 시우 사구르 람룰람경 국제공항
- 세이셸
  - 마헤 - 세이셸 국제공항 계절편

#### 북아프리카
- 모로코
  - 마라케시 - 마라케시 국제공항 계절편
- 이집트
  - 마르사알람 - 마르사알람 국제공항 계절편
  - 샤름엘셰이크 - 샤름엘셰이크 국제공항
  - 후르가다 - 후르가다 국제공항

### 유럽

#### 서유럽
- 영국
  - 에든버러 - 에든버러 공항 계절편
  - 인버네스 - 인버네스 공항 계절편

#### 중유럽
- 스위스
  - 취리히 - 취리히 국제공항 허브

#### 남유럽
- 그리스
  - 로도스 - 로도스 국제공항 계절편
  - 미코노스 - 미코노스 국제공항 계절편
  - 산토리니 - 산토리니 국제공항 계절편
  - 코르푸 - 코르푸 국제공항 계절편
  - 코스 - 코스 국제공항 계절편
  - 이라클리오 - 이라클리오 국제공항 계절편
  - 파포스 - 파포스 국제공항 계절편
- 북마케도니아
  - 스코페 - 스코페 국제공항
- 몬테네그로
  - 포드고리차 - 포드고리차 공항 계절편
- 스페인
  - 라스 팔마스 - 그란 카나리아 공항
  - 라팔마 - 라팔마 공항
  - 세비야 - 세비야 공항
  - 아레시페 - 란사로테 공항
  - 이비자 - 이비자 공항 계절편
  - 테네리페 - 테네리페 수르 공항
  - 팔마 데 마요르카 - 팔마 데 마요르카 공항
  - 푸에르테벤투라 - 푸에르테벤투라 공항
- 이탈리아
  - 라메지아테르메 - 라메지아테르메 국제공항 계절편
  - 올비아 - 올비아 코스타스 메랄다 공항 계절편
  - 카타니아 - 카타니아 폰타나로사 공항
  - 칼리아리 - 칼리아리 엘마스 공항 계절편
- 코소보
  - 프리슈티나 - 프리슈티나 국제공항
- 키프로스
  - 라르나카 - 라르나카 국제공항
- 크로아티아
  - 스플리트 - 스플리트 공항 계절편
  - 풀라 - 풀라 공항
- 튀르키예
  - 달라만 - 달라만 공항 계절편
  - 밀라스/보드룸 - 밀라스 보드룸 공항
  - 안탈리아 - 안탈리아 공항
- 포르투갈
  - 파루 - 파루 공항 계절편
  - 푼샬 - 푼샬 공항

#### 동유럽
- 불가리아
  - 바르나 - 바르나 공항 계절편
- 크로아티아
  - 두브로브니크 - 두브로브니크 공항 계절편

#### 북유럽
- 아이슬란드
  - 레이캬비크 - 케플라비크 국제공항

### 아메리카

#### 북아메리카
- 미국
  - 덴버 - 덴버 국제공항 계절편
  - 라스베가스 - 매캐런 국제공항 계절편
  - 샌디에이고 - 샌디에이고 국제공항
  - 올랜도 - 올랜도 국제공항
  - 탐파 - 탐파 국제공항
- 캐나다
  - 밴쿠버 - 밴쿠버 국제공항 계절편
  - 캘거리 - 캘거리 국제공항
- 멕시코
  - 캉쿤 - 캉쿤 국제공항

#### 남아메리카
- 브라질
  - 리우데자네이루 - 리우데자네이루 갈레앙 국제공항
- 아르헨티나
  - 부에노스아이레스 - 미니스토로 피스타리니 국제공항
- 코스타리카
  - 산호세 - 후안 산타마리아 국제공항

#### 카리브해
- 도미니카 공화국
  - 푼타카나 - 푼타카나 국제공항
- 쿠바
  - 하바나 - 호세 마르티 국제공항
  - 바라데로 - 후안 괄베르토 고메스 공항 계절편